# Brzask (album)
Brzask – drugi album Skubasa wydany przez Kayax we wrześniu 2014 (numer katalogowy Kayax073). Kompozycje są autorstwa Skubasa, zaś teksty piosenek artysta napisał wspólnie z Basią 'Flow' Adamczyk. Charakterystyczną okładkę przedstawiającą antropomorficznego jastrzębia stworzył, tak jak na poprzedniej płycie, Przemek 'Sainer' Blejzyk. Album zadebiutował na trzecim miejscu na liście OLiS.

## Lista utworów
| 1.  | "Diabeł"                     | 3:34  |
|     |                              |       |
| 2.  | "Plac Zbawiciela"            | 3:46  |
|     |                              |       |
| 3.  | "Kołysanka"                  | 5:01  |
|     |                              |       |
| 4.  | "Rejs"                       | 4:37  |
|     |                              |       |
| 5.  | "Nie mam dla ciebie miłości" | 4:03  |
|     |                              |       |
| 6.  | "Brzask"                     | 3:25  |
|     |                              |       |
| 7.  | "Kosmos"                     | 4:19  |
|     |                              |       |
| 8.  | "Wyspa nonsensu"             | 3:05  |
|     |                              |       |
| 9.  | "Ballada o chłopcu"          | 4:05  |
|     |                              |       |
| 10. | "Wątpliwość"                 | 5:17  |
|     |                              |       |
|     |                              | 41:12 |
|     |                              |       |

## Twórcy
- Skubas - muzyka, teksty, produkcja, śpiew, gitary, bas, syntezatory, programowanie bębnów
- Basia 'Flow' Adamczyk - teksty
- Adam Toczko - realizacja nagrań i miksy w Elektro Studio
- Wojciech Sobura - współpraca przy realizacji muzycznej, bębny, cajon, kotły, inne instrumenty perkusyjne, fortepian
- Marcin Gańko - saksofon
- Filip Jurczyszyn - bas
- Jan Stokłosa - wiolonczela
- Wojciech Makowski - gitara
- Przemek Momont - syntetyzator
- Darek 'Struś' Plichta - puzon
- Andrzej Smolik - fortepian
- Maciej Starnawski - chórek
- Amsterdam Mastering - mastering
- Przemek 'Sainer' Blejzyk - okładka